# Mustafa asch-Schaich
Mustafa Ahmad asch-Schaich (arabisch مصطفى أحمد الشيخ, * 2. Juni 1957 in der Syrischen Republik) ist ein ehemaliger Brigadegeneral der Syrischen Armee und war zuletzt bis etwa Dezember 2012 der Vorsitzende des Militärrates der oppositionellen Freien Syrischen Armee  (FSA).
Im Zuge des Syrischen Bürgerkrieges desertierte der Sunnit im November 2011 und floh zunächst in die Türkei. Mustafa asch-Schaich zählt zu den ranghöchsten Deserteuren. In einem im Februar 2012 veröffentlichten Artikel verkündete er den unverzüglich anstehenden Untergang der Syrischen Armee. Bald darauf wurde er Vorsitzender des in der Türkei beheimateten Militärrats der FSA.
Asch-Schaich beabsichtigte, nach dem Ende des Bürgerkriegs an einer Übergangsregierung mitzuwirken und mit einer moderat islamischen Partei die syrische Politik mitzugestalten. Nach seiner Ablösung als Militärratsvorsitzender im Dezember 2012 hatte die FSA für ihn  keine Verwendung mehr. Es wir berichtet, dass er 2013 in Schweden um Asyl ersuchte.